# Женевиев Паж
Женевиев Паж (на френски: Geneviève Page) е френска актриса.

## Биография
Женевиев Паж е родена на 13 декември 1927 г. в Париж, Франция. Тя е родена в семейство на естети, баща ѝ Жак Бонжан колекционира изкуство от Франция от XVII век, майка ѝ Жермен (родена Липман) Бонжан и нейния кръстник Кристиан Диор. На шестгодишна възраст нейният кръстник е беден и свири на пиано с майката на Паж и дори води с Женевиев Паж разговори за възрастни. Тя си спомня: „По онова време той нямаше пари и рисуваше шапки за големи къщи. Обядваше всеки ден у дома и свиреше на пиано с четири ръце, с майка ми в моята стая. Намирах убежище в банята, за да уча уроци ми“. На дванадесетгодишна възраст Женевиев прочита някои произведения на Волтер и за изненада на майка ѝ, баща ѝ отговаря: „Ако тя не може да чете Волтер, тя не може да чете никого“. Тя е много талантливо момиче, играе Мюсе в Théâtre National Populaire и влиза в консерваторията.

### Кариера
Женевиев Паж дебютира във филма „Няма милост към жените“ (1951), последван от „Фанфан Лалето“ (1952), в който играе Мадам Дьо Помпадур заедно с Жерар Филип и Джина Лолобриджида. Оттогава тя се появява в италиански, френски, британски и американски филми. Тя партнира на Робърт Мичъм и Ингрид Тюлин в „Чужда интрига“ (1956), играе с Дърк Богард и Капуцин в „Песен без край“ (1960), с Чарлтън Хестън и София Лорен в „Ел Сид“ (1961) и в „Гран при“ (1966) с Джеймс Гарнър и „Дневна красавица“ (1967), с Катрин Деньов и режисиран от Луис Бунюел. Появява се отново с Деньов, когато играе графиня Лариш в „Майерлинг“ (1968), също партнирайки на Ава Гарднър и Джеймс Мейсън.
Били Уайлдър я избира за ролята на мистериозен злодей в „Личният живот на Шерлок Холмс“ (1970), нейната най-известна роля, тъй като героинята, която изиграва, използва нейния сексапил, за да манипулира Холмс. Тя се появява в „Отвъд терапията“ (1987) на Робърт Олтмън и продължава да играе до 2003 г.

#### Театър
Женевиев Паж играе през 1943 г. в „Обувката на сатаната“ и в „О! Красиви дни“, и двата са режисирани от Жан-Луи Баро Мадлен Рено Ко. Нейната театрална кариера продължава през 80-те и 90-те години на XX век с „Горчивите сълзи на Петра фон Кант“ (1980), „Дванадесета нощ“ на Уилям Шекспир, „Жената на леглото“ (1994) на Франко Брузати, „Деликатен баланс“ (1998).

### Персонален живот
Женевиев Паж е омъжена за Жан-Клод Бужар от 1959 г., двойката има две деца.

## Избрана филмография
| Година | Филм             | Оригинално заглавие | Роля               | Режисьор     |
| ------ | ---------------- | ------------------- | ------------------ | ------------ |
| 1952   | Фанфан Лалето    | Fanfan la tulipe    | Мадам Дьо Помпадур | Кристиан-Жак |
| 1966   | Нежният мошеник  | Tendre voyou        | Беатрис Дюмонсо    | Жан Бекер    |
| 1967   | Дневна красавица | Belle de jour       | мадам Анаис        | Луис Бунюел  |